# Championnat d'Angleterre féminin de football
Pour les articles homonymes, voir Women's Super League.
 (mai 2024).
Si vous disposez d'ouvrages ou d'articles de référence ou si vous connaissez des sites web de qualité traitant du thème abordé ici, merci de compléter l'article en donnant les références utiles à sa vérifiabilité et en les liant à la section « Notes et références ».
 (mai 2024).
Le Championnat d'Angleterre féminin, nommé FA Women's Super League, est une compétition professionnelle de football féminin réunissant l'élite des clubs anglais.
Le championnat féminin est l'équivalent de la Premier League. Les termes Women's Premiership ou Ladies Premiership ont été souvent utilisés en Angleterre pour désigner cette compétition. Tous les clubs qui y participent sont professionnels et affilié aux clubs masculins du championnat masculin.
Les équipes du championnat féminin participent aussi à la Coupe d'Angleterre et à la Coupe de la ligue, de plus le club vainqueur du championnat et de la coupe d'Angleterre disputent en chaque début de saison le Community Shield. Le vainqueur du championnat participe à la Ligue des champions féminine de l'UEFA, compétition continentale remportée à deux reprises par Arsenal en 2007 et en 2025.

## Histoire
La première saison du championnat féminin anglais est en 1991-1992, où il s'appelait la FA Women's Premier League National Division. La division élite s'est renommée pour la saison 2011 à FA Women's Super League, dont le résultat est que la FA Women's Premier League National Division devient la deuxième division. Entre les années 2011 et 2016, la saison dure l'année calendaire. En 2017, il y avait une mini-ligue, la série de printemps, et après, la saison se déroule comme pour la ligue masculine, c'est-à-dire de 2017-18, 2018-19.
Depuis la saison 2017-18, la ligue est professionnelle, formée par onze clubs.
Depuis la saison 2019-2020, la ligue est formée par douze clubs, et bénéficie d'un couverture tv revue à la hausse notamment lors d'un accord avec la BBC et Sky en mars 2021.

## Organisation

### Format de la compétition
Les douze équipes s'affrontent dans une poule unique. Une victoire rapporte 3 points, un match nul 1 point et une défaite 0 point. L'équipe en tête du classement à la fin de la saison est sacrée championne d'Angleterre, tandis que la dernière du classement est reléguée en Championship.

### Qualifications européennes
La Coupe féminine de l'UEFA est créé en 2001, et permet ainsi aux clubs champion d'Angleterre de pouvoir participer au premier tour de qualification de la compétition. Arsenal, champion en 2000-2001, est le premier club anglais à participer à cette compétition.
En 2009, la Coupe féminine de l'UEFA est réformée et devient la Ligue des champions féminine de l'UEFA. Dans ce nouveau format, le champion d'Angleterre est directement qualifié pour participer à la phase finale de la compétition alors que le vice-champion doit passer par le tour préliminaire de cette compétition. Depuis 2011, le champion et le vice-champion du championnat sont directement qualifiés pour la phase finale de la Ligue des Champions. À partir de la saison 2021-2022, l'Angleterre étant classée première au coefficient UEFA, le champion est qualifié directement  pour la phase de groupes, le vice-champion d'Angleterre est qualifié pour le deuxième tour de qualifications et le troisième au classement est qualifié pour le premier tour de qualifications.
Arsenal est le seul club à avoir remporté la compétition, à deux reprises, en 2007 et 2025.

## Palmarès

Logo de la Premier League (ère 1991-2010)

Le palmarès depuis le début de la compétition en 1991-1992 est dominé par l'équipe d'Arsenal qui totalise 15 titres. Chelsea dauphin ont neuf titres de champion. Croydon Athletic ont en trois. Doncaster Rovers et Liverpool l'ont gagnées à deux reprises. Trois autres clubs parviennent à remporter le championnat une fois, il s'agit d'Everton, de Fulham et de Manchester City.

### Palmarès par saison
| Saison               | Vainqueur       | Deuxième          | Troisième         |
| -------------------- | --------------- | ----------------- | ----------------- |
| 2011                 | Arsenal         | Birmingham City   | Everton           |
| 2012                 | Arsenal         | Birmingham City   | Everton           |
| 2013                 | Liverpool       | Bristol Academy   | Arsenal           |
| 2014                 | Liverpool       | Chelsea           | Birmingham City   |
| 2015                 | Chelsea         | Manchester City   | Arsenal           |
| 2016                 | Manchester City | Chelsea           | Arsenal           |
| 2017 (Spring Series) | Chelsea         | Manchester City   | Arsenal           |
| 2017-2018            | Chelsea         | Manchester City   | Arsenal           |
| 2018-2019            | Arsenal         | Manchester City   | Chelsea           |
| 2019-2020            | Chelsea         | Manchester City   | Arsenal           |
| 2020-2021            | Chelsea         | Manchester City   | Arsenal           |
| 2021-2022            | Chelsea         | Arsenal           | Manchester City   |
| 2022-2023            | Chelsea         | Manchester United | Arsenal           |
| 2023-2024            | Chelsea         | Manchester City   | Arsenal           |
| 2024-2025            | Chelsea         | Arsenal           | Manchester United |

### Palmarès par club
| Rang | Clubs            | Titre(s) | Année(s)                                                                                 |
| ---- | ---------------- | -------- | ---------------------------------------------------------------------------------------- |
| 1    | Arsenal WFC      | 15       | 1993, 1995, 1997, 2001, 2002, 2004, 2005, 2006, 2007, 2008, 2009, 2010, 2011, 2012, 2019 |
| 2    | Chelsea FCW      | 9        | 2015, 2017, 2018, 2020, 2021, 2022, 2023, 2024, 2025                                     |
| 3    | Croydon Athletic | 3        | 1996, 1999, 2000                                                                         |
| 4    | Doncaster Rovers | 2        | 1992, 1994                                                                               |
| 4    | Liverpool FCW    | 2        | 2013, 2014                                                                               |
| 6    | Everton FC       | 1        | 1998                                                                                     |
| 6    | Fulham WFC       | 1        | 2003                                                                                     |
| 6    | Manchester City  | 1        | 2016                                                                                     |